# Лас Пиедрас (град в Уругвай)
Вижте пояснителната страница за други населени места с името Лас Пиедрас.
Лас Пиедрас (на испански: Las Piedras) е град в южен Уругвай, най-големият в департамент Канелонес. Към 2011 г. градът има 71 258 жители. Лас Пиедрас се намира недалеч от столицата на Уругвай Монтевидео и е част от агломерацията ѝ

## История
Градът е основан на през 1744 г.
Там се провежда битката, при която националният герой на Уругвай Хосе Артигас побеждава испанските войски, първата негова военна победа. Това се случва на 11 май 1811 г. – дата, впоследствие обявена за празник.

## Спорт
Футболният отбор „Хувентуд де Лас Пиедрас“, основан през 1935 г., е представителят на града във Примера дивисион де Уругвай.